# Pterolepis lagrecai
Pterolepis lagrecai är en insektsart som först beskrevs av Fontana och Massa 2004.  Pterolepis lagrecai ingår i släktet Pterolepis och familjen vårtbitare. Inga underarter finns listade i Catalogue of Life.